# Кајоло
Кајоло (итал. Caiolo) је насеље у Италији у округу Сондрио, региону Ломбардија.
Према процени из 2011. у насељу је живело 851 становника. Насеље се налази на надморској висини од 345 м.

## Становништво
| 1936. | 1951. | 1961. | 1971. | 1981. | 1991. | 2001. | 2011. |
| ----- | ----- | ----- | ----- | ----- | ----- | ----- | ----- |
| 1.160 | 1.101 | 1.025 | 948   | 947   | 903   | 956   | 1.035 |